# @onefive
@onefive(원파이브, 일본어: ワンファイブ)는 2019년에 결성된 일본의 4인조 걸 그룹이다. 아뮤즈 소속으로, 2019년 10월 20일 데뷔했다. 소속 레코드 라벨은 에이벡스 트랙스이다. 멤버 전원이 사쿠라 학원의 전 멤버이다. 팬 클럽 이름은 @fifth이다.

## 구성원
| 이름 | 소개                                                                                         |
| ---- | -------------------------------------------------------------------------------------------- |
| 카노 | - 본명: 후지히라 카노(藤平 華乃) - 생년월일: 2004년 8월 28일(20세) - 출생지: 일본 지바현     |
| 소요 | - 본명: 요시다 소요카(吉田 爽葉香) - 생년월일: 2004년 6월 14일(21세) - 출생지: 일본 오사카부 |
| 구미 | - 본명: 아리토모 츠구미(有友 緒心) - 생년월일: 2004년 9월 7일(20세) - 출생지: 일본 지바현    |
| 모모 | - 본명: 모리 모모에(森 萌々穂) - 생년월일: 2004년 12월 8일(20세) - 출생지: 일본 도쿄도       |

## 음반 목록

### 정규 음반
- 2022년 2월 2일 《1518》[10]
- 2024년 4월 17일 《Classy Crush》[11]

### EP
- 2025년 3월 26일 《more than kawaii》[12]

### 싱글
- 2020년 6월 24일 《まだ見ぬ世界》 (Mada Minu Sekai)[13]
- 2021년 3월 3일 《BBB》[14]
- 2023년 5월 24일 《Chance×Change》[15]
- 2023년 8월 23일 《Justice Day》[16]

#### 디지털 싱글
- 2019년 10월 20일 《Pinky Promise》[17]
- 2020년 10월 20일 《雫》 (Shizuku)[18]
- 2021년 11월 24일 《Underground》[19]
- 2021년 12월 1일 《Just for you》[20]
- 2022년 11월 6일 《未来図》 (Miraizu)[21]
- 2023년 4월 1일 《Chance》[22]
- 2023년 11월 22일 《F.A.F.O》[23]
- 2024년 1월 17일 《ChocoLove》[24]
- 2024년 8월 14일 《KAGUYA》[25]
- 2024년 10월 16일 《Love Call》[26]
- 2025년 1월 15일 《Liar Liar》[12]
- 2025년 2월 14일  《KAWAII KAIWAI》[27]
- 2025년 8월 1일  《Alps Vibes》[28]